# Protohermes rubidus
Protohermes rubidus är en insektsart som beskrevs av Hermann Stitz 1914. Protohermes rubidus ingår i släktet Protohermes och familjen Corydalidae. Inga underarter finns listade i Catalogue of Life.